# Rigoberto Mendoza
Rigoberto Mendoza (Rigoberto Mendoza Pérez; * 4. Januar 1946 in San Luis, Provinz Santiago de Cuba) ist ein ehemaliger kubanischer Langstrecken- und Hindernisläufer.
Über 3000 m Hindernis gewann er bei den Zentralamerika- und Karibikspielen 1966 und 1970 Bronze, bei den Leichtathletik-Zentralamerika- und Karibikmeisterschaften 1969, 1971 und 1973 Silber.
1975 holte er bei den Leichtathletik-Zentralamerika- und Karibikmeisterschaften Silber über 10.000 m sowie im Halbmarathon und siegte beim Marathon der Panamerikanischen Spiele in Mexiko-Stadt in 2:25:03 h.
Beim Marathon der Olympischen Spiele 1976 in Montreal kam er in 2:22:44 h auf den 33. Platz. Seine Bestzeit über diese Distanz von 2:21:01 h stellte er 1975 auf.